# Тютюшев, Андрей Петрович
Андрей Петрович Тютюшев (род. 1 мая 1975) — российский топ-менеджер, председатель правления и основной владелец холдинга «Сибагро».

## Биография
Родился 1 мая 1975 года. В 1997 году окончил экономический факультет Томского государственного университета по специальности «Финансы и кредит».

## Карьера
В 1994—1995 годах работал специалистом по ценным бумагам в томском филиале «Газпромбанка». В 1996 году организовал и возглавил финансово-промышленную группу «Тезаурум».
В декабре 2000 года Тютюшев стал директором свинокомплекса «Томский» (ГСП «Томское»), ставшего первым предприятием будущего холдинга. В 2004 году стал генеральным директором АО «Аграрная группа», а в 2007 году — председателем совета директоров.
С 2020 года является председателем правления агропромышленного холдинга «Сибагро», включающего в себя 8 свиноводческих комплексов в Томской, Новосибирской, Свердловской (Уральский), Кемеровской, Тюменской, Белгородской областях, Красноярском крае и Республике Бурятия, птицефабрику в Томской области и 3 мясокомбината в Томской, Свердловской и Новосибирской областях, и растениеводческое предприятие в Красноярском крае. Холдинг является одним из крупнейших производителей свинины в России с более чем 14 тысячами сотрудников. На своём посту Тютюшев занимается общим руководством и стратегическим управлением компанией.

## Общественная деятельность
С 2010 года является членом совета директоров Национального союза свиноводов России.
Член попечительских советов Томского отделения русского Географического общества, Губернаторского Светленского лицея и Института экономики и менеджмента Томского государственного университета.
При его содействии в Томской области был построен и восстановлен ряд религиозных объектов: храм в Ново-Кусково, храм в Богашево, часовня Петра и Февронии в посёлке Элеонор, храм в Зоркальцево.
В 2022 году по его инициативе началась реконструкция бывшего кинотеатра "Киномир" в центр современного искусства и культуры в Томске.

## Личная жизнь
Женат. Воспитывает сына и двух дочерей.

## Награды
- Награда «Менеджер года» в рамках конкурса «Человек года» (2004).
- Медаль Святого Благоверного князя Даниила Московского Русской Православной Церкви (2006).
- Благодарность Министерства сельского хозяйства РФ «За многолетний добросовестный труд в системе агропромышленного комплекса» (2011).
- Почётная грамота Министерства сельского хозяйства РФ «За многолетний добросовестный труд в системе АПК» (2014).
- Юбилейная медаль «70 лет Томской области» (2014).
- Медаль преподобного Серафима Саровского Русской Православной церкви (2014).
- Серебряная медаль Министерства сельского хозяйства РФ «За вклад в развитие агропромышленного комплекса России» (2015).
- Медаль мэра г. Томска «Меценат года» III степени (2015).
- Знак «За вклад в развитие города Томска» (2015).
- Благодарность президента Российской Федерации «За достигнутые трудовые успехи и многолетнюю добросовестную работу» (2018)[14].
- Знак отличия «Меценат города Томска» II степени (2019).
- Благодарственное письмо Совета Федерации РФ «За большой вклад в развитие агропромышленного комплекса» (2020).
- Знак отличия «За заслуги перед Томской областью» (2020)[15].
- Медаль «За жертвенные труды в Томской епархии» (2022).
- Золотая медаль Министерства сельского хозяйства РФ «За вклад в развитие агропромышленного комплекса России» (2020).
- Звание «Почетный работник агропромышленного комплекса России» (2022).